# Umberto Balsamo - Le sue più belle canzoni
Umberto Balsamo - Le sue più belle canzoni, è un album raccolta di Umberto Balsamo del 1995 contenente tutte le canzoni degli anni settanta pubblicate da lui. L'album successivo a questo, è Vorrei aprire il cielo sabato sera a spina di rosa, ultimo lavoro del cantante.

## Tracce
1. Balla
2. Bugiardi noi
3. L'angelo azzurro
4. Se fossi diversa
5. Passato, presente e futuro
6. Il giorno
7. Volare via
8. Amore
9. Natalì
10. Celestina
11. Tu, solo tu
12. Stupendo
13. Veramente mia
14. Capirsi
15. Tu non mi manchi